# Wolfgang Krell
Wolfgang Krell (* 1969 in Dortmund) ist ein deutscher Graffiti-Künstler und gilt als einer der deutschen Graffiti-Pioniere. Seine Writer Names waren Cole und Chana. Er lebt und arbeitet aktuell in Lörrach.

## Leben
Als Graffitikünstler der ersten Stunde in Deutschland ist Wolfgang Krell seit 1984 im Bereich Graffiti und Urban Contemporary tätig. Durch seine Verbindung zur Hip-Hop-Szene hat er bereits 1983 erste Backpieces für Breakdance-Crews gemalt. Inspiriert von der New Yorker Wiege des Graffiti, hat er seine Wurzeln in Dortmund, das in den 1980er und 1990er Jahren als eine der deutschen Hochburgen des Graffiti galt und dessen Szene er mitgeprägt hat. Seit 2007 ist er selbständig und als freiberuflicher Künstler tätig. Nebenbei engagiert er sich als gelernter Erzieher und Kunsterzieher/Pädagoge in der Jugendarbeit und hat z. B. die Nutzung von diversen legalen Freiflächen zur Graffitigestaltung durch Jugendliche mitinitiiert.
Ausgehend vom klassischen Graffiti, das im Öffentlichen stattfindet, hat er schon in den 1980er Jahren angefangen, mit anderen Medien zu experimentieren, um sich künstlerisch weiterzuentwickeln. So sind erste Leinwände entstanden, noch ehe Streetart den Einzug in die Galerien- und Museumslandschaft fand.

## Werk
Wolfgang Krell legt sich nicht in Technik und Medium fest. Es sind meist gesellschaftliche Themen, die ihn beschäftigen. Je nach Thematik entstehen so große Rauminstallationen, Leinwände, Zeichnungen, Collagen, Wandbilder oder klassische Graffiti. Dabei arbeitet er mit den unterschiedlichen Mitteln meist an den Realismus oder gar Fotorealismus angelehnt. Die Sprühdose ist dabei ein treuer Begleiter, aber nicht immer seine erste Wahl.
Wolfgang Krell arbeitet national und international und ist mit seinen Arbeiten in privaten und öffentlichen Sammlungen vertreten.

## Ausstellungen (Auswahl)
- 1986–1994: Galerie Rothe, Dortmund; Museum Ostwall, Dortmund; Galerie Rothrist/ CH Schweiz
- 1995–2005: Osram, Foshan/ Volksrepublik China; Westfalenstadion, Borussia Dortmund; Galerie Rothe, Dortmund ;Alter Schlachthof, Offenbach; Titus Skateboards im Centro, Oberhausen; Kulturmarkt, Zürich/ CH; Markannt, Darmstadt
- 2006–2009: Carhartt – Gallery, Weil am Rhein; Gallery Marshall Art, Zürich/ CH Wetikon, Zürich/ CH ;Während du schliefst, Lörrach; Le´Triangle, Marseille/ F; Urban Signs 4, Karlsruhe; Zero Cool Gallery, London/ GB
- 2010–2012: Cargobar, Basel/ CH; Gallery k31, Lahr; Urban Art Biennale, Weltkulturerbe Völklinger-Hütte; Galerie Superplan Formaganda, Berlin; Kunstverein Schopfheim e.V., Schopfheim; Dortmunder U, Dortmund
- 2013–2018: Neeshkat Gallery, Karlsruhe; Colab Gallery, Weil am Rhein; Antiform e.V., Brücke von Remagen; Pretty Portal Galerie, Düsseldorf; Gallery Wallworks, Paris/ F; Galerie im RWE Tower, Dortmund; Galerie Affenfaust, Hamburg; Cargobar, Basel/ CH;galerie143, Lörrach
- 2020–2021: Stadt Weil am Rhein; Stadt Lörrach; galerie143, Lörrach; Stadt Konstanz/Urban-Art Konstanz; Hotspot5 Königswinter